# Joyce Lester
Jocelyn „Joyce“ Mavis Lester OAM (* 22. März 1958 in Brisbane, Queensland) ist eine ehemalige australische Softballspielerin. Sie gewann eine Bronzemedaille bei Olympischen Spielen und zwei Bronzemedaillen bei Weltmeisterschaften.

## Karriere
Joyce Lester begann ihre Karriere als Outfielder, später war sie auf der Position des Catchers. Sie gewann als Mitglied der Auswahl von Queensland acht Meistertitel von Australien, mit den Brisbane Rebels gewann sie drei australische Vereinsmeisterschaften. 1977 debütierte sie in der australischen Nationalmannschaft. Sie spielte 19 Jahre im Natianalteam und bestritt 235 Länderspiele. Die letzten elf Jahre war sie Kapitänin der Nationalmannschaft.
Ihre erste internationale Medaille gewann Lester bei der Weltmeisterschaft 1982 hinter den Mannschaften aus Neuseeland und Taiwan. Vier Jahre später bei der Weltmeisterschaft in Auckland gewann das Team keine Medaille. Lester, die einen Batting Average von 0,313 und einen Fielding Average von 1000 erreicht hatte, wurde aber ins All-Star-Team gewählt. Ihre zweite internationale Medaille mit der Nationalmannschaft gewann sie bei der Weltmeisterschaft 1994, als die Australier die Bronzemedaille hinter den Mannschaften aus den Vereinigten Staaten und der Volksrepublik China gewannen. Bei der olympischen Softball-Premiere 1996 in Atlanta gewann das Team aus den Vereinigten Staaten in der Vorrunde sechs von sieben Spielen und unterlag nur den Australierinnen. Nach einem Sieg über die Japanerinnen und einer Niederlage gegen die Chinesinnen waren die Australierinnen Olympiadritte. Lester spielte in acht Partien als Catcher und in einem Spiel als Designated Hitter.
Nach den Olympischen Spielen beendete sie ihre Karriere in der Nationalmannschaft und spielte drei Jahre in Japan. Danach begann sie in Japan ihre Trainerkarriere, kehrte aber 2004 nach Queensland zurück. Schon vorher hatte sie die Auswahl von Queensland bei den australischen Meisterschaften betreut. Später betreute sie verschiedene Mannschaften in der Region um Brisbane. Sie war dreimal Delegierte beim Kongress des internationalen Softball-Verbandes.
2000 wurde Joyce Lester in die Sport Australia Hall of Fame aufgenommen. Im gleichen Jahr wurde sie auch in die Softball Australia Hall of Fame berufen. 2001 wurde sie mit der Medaille des Order of Australia geehrt. Ihr zu Ehren wird die beste U23-Auswahl in Australien mit dem Joyce Lester Shield ausgezeichnet.